# Popuže
Popuže (cyr. Попуже) – wieś w Bośni i Hercegowinie, w Republice Serbskiej, w gminie Šipovo. W 2013 roku liczyła 19 mieszkańców.